# Aroldo Lindi
Aroldo Lindi, nascut Gustav Harald Lindau, (26 de maig de 1888 – 8 de març de 1944) fou un tenor suec que va gaudir d'una carrera internacional, apareixent a La Scala, al Gran Teatre del Liceu i al Covent Garden.

## Biografia
Lindau va debutar al Teatre Dal Verme de Milà l'any 1923, després d'haver estudiat cant a Itàlia, i després va prendre el nom artístic d'Aroldo Lindi. Va cantar el 1925 al Teatro Regio de Parma i el 1926 al Teatre Carlo Felice de Gènova com Radames a Aïda. Es va convertir en el seu paper estrella. També va actuar al Teatre Costanzi de Roma i els anys 1925 i 1929 va fer aparicions com a convidat al Covent Garden de Londres. A l'Òpera de Chicago va cantar la temporada 1926–1927 a Aïda, Cavalleria rusticana i Il trovatore. Durant la seva carrera internacional, Lindi va actuar com a convidat a La Scala i al Covent Garden de Londres, a Barcelona, Montecarlo i El Caire, així com a l'Òpera d'Estocolm. A la Gran Òpera de París el 1930 va interpretar a Radames a Aïda.
Després es va traslladar als Estats Units i es va convertir en un tenor estrella a la companyia d'òpera de gira San Carlo Opera Company, dirigida per Fortune Gallo i amb seu a Chicago. Va fer una gira amb ells durant la dècada de 1930 fins a la seva mort a l'escenari d'un atac de cor durant una actuació de 1944 a la "Pajazzo War Memorial Opera House" de San Francisco.

## Discografia
- Aïda (Verdi). 2 CD. VAIA 1083-2. 1995. Inspelad 1928.
- Aroldo Lindi: el tenor canta àries d'òperes i romanços: enregistraments Columbia 1925-1931. Tima Club CLAMA CD-27. 1996.
- 24 Nessun Dorma da Turandot di G. Puccini. CD. Bongiovanni 11592. 2005.
- 34 Di quella pira da Il trovatore di Giuseppe Verdi. CD. Bongiovanni GB 1051-2. 1996.